# 4e Escadre aérienne
 (février 2025).
Si vous disposez d'ouvrages ou d'articles de référence ou si vous connaissez des sites web de qualité traitant du thème abordé ici, merci de compléter l'article en donnant les références utiles à sa vérifiabilité et en les liant à la section « Notes et références ».
La 4e Escadre aérienne (en anglais : 4th Air Wing) est l'une des escadres aériennes appartenant à l'Aviation Education Group . Le siège social est situé à la base aérienne de Matsushima et est principalement responsable de la formation des pilotes de Mitsubishi F-2 et de la formation des étudiants pilotes, ainsi que de la gestion de l'aéroport de Matsushima. Le 11e Escadron subordonné (communément connu sous le nom de Blue Impulse) est particulièrement célèbre pour ses performances de voltige aérienne lors de festivals aériens et d'événements nationaux à travers le Japon[réf. nécessaire].

## Aperçu
Auparavant, l'escadre était équipée d'unités de combat qui effectuaient des missions de lutte contre les violations antiaériennes. Désormais, la 1re Escadre a terminé le « Cours de base des pilotes tardifs » et passe l'examen national (candidat aux pilotes professionnels d'aviation). Ceux qui ont réussi l'examen et suivi le « Cours de base de pilote de chasse » sont formés au « Cours de pilote de chasse » à l'aide d'un avion de combat biplace F-2. Après avoir suivi ce cours, ils seront affectés dans une unité de combat en tant que pilote de chasse F-2.

## Histoire

### Année 1958
Le 16 février 1958, fut créé la 4e Escadre aérienne à la base aérienne de Matsushima et, le 1er novembre, le 5e Escadron de la 1re Escadre Aérienne (F-86F) de la base aérienne de Hamamatsu et intégré à celle-ci.

### Année 1961
Le 1er février 1961, il fut créé le 9e Escadron (F-86F). Le 11 juin, le 8e Escadron (F-86F) est transféré à la base aérienne de Komatsu et le 15 juillet, le 9e Escadron (F-86F) fut intégré à la 7e Escadre aérienne.

### Année 1962
En 1962, durant le 24 juin, une tentative de défection fut réalisée par un technicien de maintenance de deuxième classe. L'appareil T-33 a tenté de décoller, mais l'opération a échoué en raison d'un dépassement de la piste. Le 15 juillet, le 8e Escadron (F-86F) est intégré à la 6e Escadre aérienne.

### Année 1963
Durant l'année 1963, le 5 mars, le 3e Escadron (F-86F) de la 2e Escadre aérienne de la base aérienne de Chitose est transféré à la base aérienne de Matsushima et devient subordonné.

### De l'année 1970 à 1979
Le 1er juillet 1971, le 5e Escadron (F-86F) est dissous. Le 23 août 1973, il  est intégré à la 1re Division de l'Armée de l'Air du District Central et le 35e Escadron (T-33A) est transféré sous le contrôle du Groupe de Formation Aérienne. Le 1er octobre 1976, est créé le 21e Escadron (T-2) et le 1er juillet 1977, est dissous le 7e Escadron (F-86F). Le 5 avril 1978 est créé le 22e Escadron (T-2) et le 1er avril 1979, le 35e Escadron (T-33A) est transféré à la base aérienne de Hamamatsu et intégré à la 1re Escadre aérienne.

### Année 1982
Le 12 janvier 1982, fut créé une nouvelle unité de recherche en tactique (T-2 Blue Impulse) sous le 21e Escadron, héritant de l'unité de recherche en tactique du 35e Escadron de la 1re Escadre aérienne de Hamamatsu (F-86F Blue Impulse).

### Année 1995
Durant 1995, le 22 décembre 1995, fut dissous l'unité de recherche en tactique (T-2 Blue Impulse) sous le 21e Escadron et fut créé le même jour le 11e Escadron (T-4 Blue Impulse).

### De l'année 2001 à 2011
De 2001 à 2011, le 27 mars 2001 fut dissout le 22e Escadron. Le 1er avril 2002, des F-2 furent réceptionnés et un escadron temporaire de formation pour les F-2 fut créé. Le 10 mars 2004, fut réalisé le dernier vol du T-2 pour la raison de « fin de son utilisation opérationnelle ». Le 29 mars 2004, fut dissous le 21e Escadron ; l'escadron temporaire de formation sur F-2 est réorganisé dans le 21e Escadron ; le 11 mars 2011, la base aérienne de Matsushima est inondée par le tsunami causé par le tremblement de terre de Tōhoku, entraînant la submersion de tous les avions stationnés dans les aires de stationnement et les hangars.

## Organisation des unités
La 4e Escadre est structurée autour de plusieurs unités opérationnelles et de soutien, réparties comme suit :

### Quartier général de la 4e Escadre
- Service de surveillance
- Département des ressources humaines
- Ministère de la Défense
- Département de l’équipement  
  - Équipe de sécurité
  - Équipe d’hygiène
  - Adjudant

### Groupe de vol
- 21e Escadron : F-2 / T-4
- 11e Escadron (connu sous le nom de Blue Impulse) : T-4

### Groupe de soutien logistique (Maintenance)
- Équipe d’inspection
- Équipe d’équipement
- Équipe de réparation
- Équipe de maintenance des véhicules
- Corps de ravitaillement

### Groupe des opérations de base
- 4e Escadron de défense aérienne de la base : VADS, missile sol-air Type 81, missile portable Type 91
- Escouade de service de l’aérodrome
- Équipe des infrastructures
- Corps des communications
- Équipe de commandement
- Équipe administrative
- Équipe comptable
- Corps médical

## Dirigeants clés
| Nom du poste gouvernemental                                        | classe                    | nom et prénom      | Date d'annonce du poste supplémentaire | Emploi précédent |
| ------------------------------------------------------------------ | ------------------------- | ------------------ | -------------------------------------- | --- |
| Commandant de la 4e Escadre et commandant de la base de Matsushima | Maréchal en chef de l'Air | Takuya Watanabé    | 22 décembre 2023                       | - Commandant de la 1re Escadre de Transport - Commandant de la base de Kanekomaki                                            |
| Commandant adjoint                                                 | Aviateur de 1re classe    | Satoshi Kataoka    | [Quand ?]0                             | - Bureau de défense de Kinki-Chubu Branche de défense de Tokai - Directeur du Bureau de Défense de Gifu                      |
| commandant de groupe de vol                                        | Aviateur de 1re classe    | Hitoshi Toru       | 18 juillet 2024                        | - Directeur de la Division de l'éducation 2 - Département de l'éducation - Commandement du Groupe d'éducation aéronautique   |
| Commandant du groupe d'approvisionnement de maintenance            | Aviateur de 1re classe    | Yasunori Hiramitsu | 22 décembre 2023                       | Travaille au Jōhōhonbu |
| Commandant du groupe des opérations de la base                     | Aviateur de 1re classe    | Masashi Yuasa      | [Quand ?]                              | - Rattaché au chef de la logistique - Bureau d'état-major interarmées - Travailler dans la salle d'approvisionnement arrière |